# Lodejnoje Pole
Lodejnoje Pole (Russisch: Лодейное Поле, letterlijk "Botenveld"; Fins: Lotinapelto) is een stad in de oblast Leningrad. Het ligt aan de linkeroever van de Svir, ongeveer 244 km ten noordoosten van Sint-Petersburg. Het inwoneraantal bedraagt ruim 20.000.
De geschiedenis van Lodejnoje Pole begint in 1702, toen op last van Peter de Grote een nederzetting werd gebouwd in de buurt van de Olonets scheepswerf. In 1703 werd hier het eerste schip opgeleverd, de Sjtandart, een fregat met 28 kanonnen. In 1704 werden nog eens zes fregatten, vier snouwen, vier galeien en 24 halfgaleien gebouwd, die samen het eerste Russische eskader in de Oostzee vormden.
Gedurende het bestaan van de werf werden er meer dan 400 zeilboten en roeiboten gebouwd. In 1785 kreeg Lodejnoje Pole op order van Catherina de Grote stadsstatus.
Tijdens de Koude Oorlog was er een jagerregiment gestationeerd. Het nabijgelegen Alexander-Svirsky klooster huisvestte in de jaren 30 het beruchte hervormingswerkkamp Svirlag. Duizenden politieke tegenstanders van Stalin lieten hier het leven.

## Geboren
- Ivan Konev (1897-1973), maarschalk

Bestuurlijk centrum: Sint-Petersburg (geen onderdeel van de oblast)

Steden: Boksitogorsk · Gatsjina · Ivangorod · Kamennogorsk · Kingisepp · Kirisji · Kirovsk · Kommoenar · Ljoeban · Lodejnoje Pole · Loega · Nikolskoje · Novaja Ladoga · Otradnoje · Pikaljovo · Podporozje · Primorsk · Priozersk · Sertolovo · Sjasstroj · Sjlisselburg · Slantsy · Sosnovy Bor · Svetogorsk · Tichvin · Tosno · Volchov · Volosovo · Vsevolozjsk · Vyborg · Vysotsk

Stedelijke districten: Sosnovy Bor

Gemeentelijke districten: Boksitogorski · Gatsjinski · Kingiseppski · Kirisjski · Kirovski · Lodejnopolski · Loezjski · Lomonosovski · Podporozjski · Priozerski · Slantsevski · Tichvinski · Tosnenski · Volchovski · Volosovski · Vsevolozjski · Vyborgski